# Antoine Casimir Marguerite Eugène Foudras
Antoine Casimir Marguerite Eugène Foudras (Lyon, 1783 – aldaar, 1859) was een Frans entomoloog. 
Foudras moest hard werken om zijn brood te verdienen. Toch bracht hij al zijn vrije tijd door met het verzamelen van insecten in verschillende delen van Frankrijk, vooral in Chamonix, Bresse, de Dauphiné, de Lyonnais en de Mâconnais. Hij was lid van de Société Linnéenne de Lyon. Nadat hij in 1837 zijn insectenverzameling had verkocht, kon hij zichzelf volledig wijden aan de entomologie. Hij specialiseerde zich in de tribus Alticini van de onderfamilie Galerucinae, kleine kevers, waarvan er veel plaaginsecten zijn in de landbouw. Het grootste deel van zijn geschreven werk is als manuscript bewaard gebleven, en niet uitgegeven. Zijn latere insectencollecties liet hij na aan het Lycée du Parc in Lyon.

## Publicaties
- 1827 – Rapport sur un concours ouvert pour la destruction de la Pyrale de la vigne. Mémoires de la Société royale d'agriculture, histoire naturelle et arts utiles de Lyon 1825–1827: 33–48
- 1829 – Observations sur le Tridactyle panaché
- 1860 – Altisides. Annales de la Société Linnéenne de Lyon (n.s.) 6: 137–384 en 7: 17–128

- Bibliothèque nationale de France: cb10719674z (data)
- Gemeinsame Normdatei: 142363340
- International Standard Name Identifier: 0000 0001 1774 1137
- Système universitaire de documentation: 147238234
- Virtual International Authority File: 89661545
- WorldCat: E39PBJqQv9443tgrVbwPB46dwC